# 아담스 패밀리 (1991년 영화)
《아담스 패밀리》(The Addams Family)는 미국에서 제작된 베리 소넨필드 감독의 1991년 코미디, 가족, 판타지, 스릴러 영화이다. 안젤리카 휴스턴 등이 주연으로 출연하였고 스콧 루딘 등이 제작에 참여하였다.

## 출연

### 주연
- 안젤리카 휴스턴
- 라울 줄리아
- 크리스토퍼 로이드

### 조연
- 엘리자베스 윌슨
- 크리스티나 리치
- 주디스 말리나
- 댄 헤다야
- 카렐 스트류컨
- 폴 베네딕트
- 크리스토퍼 하트
- 다나 아이비
- 지미 워크먼

## 기타
- 원조: 찰스 아담스
- 공동제작: 잭 커밍스
- 협력프로듀서: 보니 아놀드
- 협력프로듀서: 폴 로젠버그
- 미술: 리처드 맥도널드
- 세트: 체리얼 커니
- 세트: 존 스위니
- 의상: 루스 마이어스
- 배역: 데이빗 루빈

## 한국어 더빙 성우진(MBC)
- 김기현 - 고메즈 (라울 줄리아)
- 윤소라 - 모티샤 (안젤리카 휴스턴)
- 김태훈 - 털리 (댄 헤다야)
- 김은영 - 아비게일 (엘리자베스 윌슨)
- 박조호 - 페스터 (크리스토퍼 로이드)
- 김서영 - 웬즈데이 (크리스티나 리치)
- 안정현 - 할머니 (주디스 말리나)
- 기경옥 - 마가렛(털리 아내) (데이너 아이비)
- 박태호
- 이선호
- 한수림
- 문남숙

## 다른 미디어

### 텔레비전
다큐멘터리 The Making of The Addams Family는 1991년 영화 프로모션을 위해 제작되었다.

### 비디오 게임
이 영화에 기반을 둔 게임이 휴대용, 가정용 컴퓨터 플랫폼용으로 출시되었다.

### 핀볼 머신
Bally/Williams가 개발한 아담스 패밀리 머신이 1992년 3월 출시되었다. 20,000대 이상 판매되면서 역사상 가장 많이 판매된 핀볼 머신이 되었다.